# Отображение удвоения
В теории динамических систем отображение удвоения окружности — отображение {\displaystyle x\mapsto 2x\mod 1} окружности {\displaystyle S^{1}=\mathbb {R} /\mathbb {Z} } в себя, являющееся одним из базовых примеров отображений с хаотической динамикой.

## Свойства
- Отображение удвоения — необратимое и является накрытием степени 2.
- Отображение удвоения является растягивающим.
- Любое растягивающее отображение степени 2 на окружности сопряжено отображению удвоения. Сопрягающее отображение при этом гёльдерово, но, вообще говоря, не гладкое.
- Как следствие предыдущего пункта, отображение удвоения структурно устойчиво.
- Любая динамическая система на окружности, задающаяся сохраняющим ориентацию двулистным накрытием, полусопряжена отображению удвоения.
- Представление окружности как отрезка [0,1] превращает отображение удвоения в отображение зуб пилы: {\displaystyle f(x)=\{2x\}}, где {\displaystyle \{\cdot \}} — дробная часть.
- Переход к двоичной записи, являющейся отображением судьбы для разбиения {\displaystyle S^{1}=[0,1/2[\cup [1/2,1[}, сопрягает отображение удвоения со сдвигом Бернулли, при этом мере Лебега соответствует мера Бернулли с весами (1/2,1/2).
- Энтропия отображения удвоения равна логарифму двух.